# 里帕布利克城鎮區 (內布拉斯加州哈倫縣)
里帕布利克城鎮區（英語：Republican City Township）是位於美國內布拉斯加州哈倫縣的一個行政鎮區。

## 地方資料
里帕布利克城鎮區的面積為93.30平方千米，當中陸地面積為67.57平方千米，而水域面積為25.72平方千米。根據2020年美國人口普查的數據，當地共有人口129人，而人口密度為每平方千米1.38人。